# Saint-Étienne-du-Bois (Vendée)
 Saint-Étienne-du-Bois  es una población y comuna francesa, en la región de Países del Loira, departamento de Vendée, en el distrito de Les Sables-d'Olonne y cantón de Palluau.

## Demografía
| 1679 | 1686 | 1494 | 1478 | 1416 | 1451 |
| Para los censos de 1962 a 1999 la población legal corresponde a la población sin duplicidades (Fuente: INSEE [Consultar]) |      |      |      |      |      |